# 아사히촌 (고치현)
아사히촌(일본어: 旭村)은 일본 고치현 도사군에 있던 촌이다. 

## 역사
- 1889년 4월 1일 - 정촌제 시행에 의해 근세이후의 아사히촌이 단독으로 지자체를 형성하였다.
- 1925년 1월 1일 - 고치시에 편입해 동일 아사히촌은 폐지되었다.

## 교통

### 철도
- 철도성
  - 도산선

현재는 구촌지역에 고치쇼교마에역이 소재하지만 당시엔 미개통
- 도산전기철도
  - 이노선

## 참고 문헌
- 角川日本地名大辞典編纂委員会,『角川日本地名大辞典 39 高知県』1983, 角川書店